# 1501
1501 (MDI) a fost un an comun al calendarului iulian, care a început într-o zi de vineri.

## Nașteri
- 18 iulie: Isabela de Burgundia, soția regelui Christian al II-lea al Danemarcei (d. 1526)
- 24 septembrie: Girolamo Cardano, matematician și medic italian (d. 1576)

## Decese
- 17 iunie: Ioan Albert al Poloniei, 41 ani (n. 1459)